# Estadio Virgilio Tejeira
El Complejo Deportivo Virgilio Tejeira Andrión situado en la Ciudad de Penonomé, Provincia de Coclé. Es un estadio construido dentro del Proyecto Goal de la Federación Panameña de Fútbol usado y principalmente para la realización de juegos de fútbol. Fue inaugurado el 19 de febrero de 2003, diseñado para albergar a las diferentes categorías de las selecciones de fútbol de Panamá y la liga distritorial de Coclé. El proyecto Goal es un programa de la FIFA, la que brinda asistencia financiera a las federaciones de fútbol afiliadas a ellas que no cuenten con recursos necesarios para implementar proyectos en sus países, ya sean para desarrollo de fútbol, centros de capacitación y demás. Forma parte del Proyecto Goal 1 de la federación.
El nombre original del estadio fue Proyecto Goal, pero cambió su nombre a Estadio Virgilio Tejeira Andrión en honor a la persona que donó los terrenos a la Federación Panameña de Fútbol para su construcción.
El estadio actualmente alberga los partidos de la Universidad Latina (filial del C. D. Universitario) y del Unión Coclé Fútbol Club, ambos equipos de la Liga Prom. Además del Club Deportivo Universitario Femenil, de la Primera División Femenina de Panamá. 
Su mayor remodelación se dio a finales del año 2019, en donde el estadio cambió su capacidad y fachada completamente, y donde fueron reconstruidas las graderías y techo en todo el estadio, y fue totalmente acondicionado con modernos equipos. El estadio fue reinaugurado con motivo de la Clasificación de la Selección de Panamá a su primer mundial, celebrado en Rusia. Fue reinaugurado por el entonces presidente de la federación Pedro Chaluja.

## Historia
El Estadio Virgilio Tejeira Andrión fue construido luego de la clasificación de la Selección de fútbol sub-20 de Panamá, a su primer mundial Copa Mundial de Fútbol Sub-20 de 2003, mediante el proyecto de la FIFA, llamado Forward, con ayuda de la Federación Panameña de Fútbol.
El estadio fue inaugurado el 23 de febrero de 2003, con la presencia del Trinitense Austin Warner (Presidente de la CONCACAF) en ese año, Joseph Blatter (Presidente de la FIFA), junto con otros miembros y Ariel Alvarado (Presidente de FEPAFUT).
Fue reinaugurado el 17 de marzo de 2019 por el presidente de la Federación Panameña de Fútbol en ese entonces Pedro Chaluja, José Rodríguez (Gerente de Desarrollo Regional de FIFA) y Derek Cannavagio (Coordinador de la Oficina Regional de Desarrollo de FIFA), fueron los encargados de realizar el corte de cinta protocolar de un proyecto que será utilizado por todas las competencias federadas e incluso por selecciones nacionales.

## Nombre
El nombre del estadio se debe a que la Federación Panameña de Fútbol quiso honrar a la persona que donó las tierras, el señor Virgilio Tejeira Andrión, que por ello que se le colocó el nombre al complejo deportivo.

## Características
- El Complejo deportivo cuenta con dos canchas, una de césped sintético cuyo tipo de grama es aprobada por la FIFA, categoría Quality Pro y una de grama natural. Ambas con las dimensiones 105 cm de largo x 68 cm de ancho.
- Cuenta con baños, dormitorios, cuartos de enfermería, estacionamientos y oficinas administrativas.
- Graderías de cemento con capacidad para 900 personas, bajo techo.
- Actualmente no cuenta con luces, por lo cual se debe jugar en horas de la mañana o tarde.

## Remodelación
Todo el proyecto de remodelación se dividió en fases y el mismo tuvo una duración de 10 meses, sin continuidad en el tiempo, para poder cumplir con las exigencias de FIFA para la financiación de fondos.
- Fase 1: Terminó en diciembre de 2017 y tuvo un costo de 168,800.00 balboas (graderías y techos).
- Fase 2: Terminó en marzo de 2019 por un valor de 353,754.00 balboas. En etapa se realizó una licitación privada de acuerdo a lineamientos FIFA y en la misma se adjudicó por su mejor oferta técnica y propuesta de menor valor a S1 Logistic S.A.
- Fase 3: Cancha de grama Sintética certificada por FIFA como una Cancha Quality Pro. En esta etapa, FIFA efectuó una licitación directa, y la misma fue adjudicada a CC Grass, y Stadium Source es la compañía regional representativa de esta corporación quien realizó los trabajos únicamente. El contrato es entre la FEPAFUT, FIFA, y CC Grass. La licitación tuvo valor de 560,000.00 balboas.

Es importante recordar que todo el proyecto cumplió los reglas para ser financiado en su totalidad por el Programa de Desarrollo Forward de FIFA.
Esta nuevo Complejo Futbolístico es un verdadero éxito para todo el fútbol panameño, ya que servirá para seguir fortaleciendo en el deporte en el país y el mismo será utilizado como oficinas de la Liga Provincial de Coclé, y para disputar competencias como ligas distritoriales, Liga Nacional de Ascenso, Liga Panameña de Fútbol y otros torneos federados.
El complejo cuenta con una cancha sintética. Además, el edificio posee una cafetería, seis oficinas de las cuales una será utilizada por la Liga Provincial de Coclé, un salón de reuniones, dos baños de hombres y dos baños de mujeres, un baño para personas con capacidades especiales, garita de seguridad, dos camerinos, un cuarto de árbitros, lavandería y taquilla.
También se realizó la construcción e inclusión de puestos de accesibilidad nuevos en el estadio, al igual que una nueva rampa para el acceso de personas con movilidad reducida, lo cual brinda espacios que antes no existían para estas personas.

## Seguridad
El Complejo cuenta con seguridad las 24 horas del día y la misma es administrada en su totalidad por la Federación Panameña de Fútbol.